# Natalja Zigansjina
Natalja Kamilovna Zigansjina (ryska: Наталья Камиловна Зиганшина), född den 24 december 1985 i Leningrad i Sovjetunionen (nu Sankt Petersburg i Ryssland), är en rysk före detta gymnast.
Zigansjina tog OS-brons i lagmångkampen vid de olympiska gymnastiktävlingarna 2004 i Aten.